# Alfred Çapaliku
Alfred Çapaliku, född den 28 juni 1952 i Shkodra i Albanien, är en albansk författare och poet, lärare i albansk litteratur på universitetet "Luigj Gurakuqi" i Shkodër.

## Verk
- " Kënga e kantiereve " (poezi), Tiranë, (1976)
- " Për njerëzit e punës " (poezi), Tiranë, (1980)
- " Java pa ty " (poezi), Shkodër, (1995)
- " At Vinçenc Prendushi " (monografi), Shkodër, (1996)
- " Një javë me perralla " (prozë prë fëmijë), Shkodër, (1998)
- " Bernardin Palaj " (monografi), Shkodër, (1999)
- " Tregime për ty " (prozë), Shkodër, (1999)
- " Muzikë në lëvizje " (poezi), Shkodër, (2000)
- " Ufoja dhe lulet " (poezi për fëmijë), Shkodër, (2001)
- " Gaspër Pali " (monografi), Shkodër, (2002)
- " Alfabeti i munguar" (studime letrare) , Shkodër, (2003)
- "Ese dhe studime letrare" (studime letrare, ese), Shkodër, (2005)